# Хронология развития сельского хозяйства и производства пищи
Хронология истории сельского хозяйства и пищевых технологий

## От древнейших времён до Нового времени
- 9250 до н. э. — Сбор опадающей дикой и культивирование неопадающей домашней пшеницы на территории современной Турции (культура докерамического неолита, Невалы-Чори)[1][2].
- 7-е тысячелетие до н. э. — культивация гороха и чечевицы в плодородном полумесяце[3]:
- 6500 до н. э. — Ячмень и полба выращиваются в северной Месопотамии (Хассунская культура)[4]
- 6500 до н. э. — Надежные свидетельства существования одомашненного скота (овцы, козы) на территории современной Турции, Сирии, северной Месопотамии[4]. Некоторые исследователи полагают, что одомашнивание скота могло произойти и раньше.
- 6500 до н. э. — Льняная одежда изготовляется в Ханаане[3].
- 4950 до н. э. — независимый центр культивации бананов и таро (клубни) на Новой Гвинее[5].
- 5-е тысячелетие до н. э. — Хлопок выращивается на равнине Инда[3].
- 4000 до н. э. — Египтяне открыли способ приготовления дрожжевого хлеба
- 4000 до н. э. — Первые свидетельства возделывания риса на плато Корат на территории северо-западного Таиланда
- 4-е тысячелетие до н. э. — Сахарный тростник возделывается на территории современной Индии[3].
- 3500 до н. э. — Первые свидетельства возникновения земледелия на американском континенте (в районе центральной Амазонии и в районе современного Эквадора).
- 3500 до н. э. — Производство оливкового масла в Средиземноморье[3].
- 3-е тысячелетие до н. э. — Зебу разводятся ради молока и перетопленного масла в городах долины Инда[3].
- 3-е тысячелетие до н. э. — В Египте, Леванте, Месопотамии и Закавказье распространено изготовление вина из виноградного сока. Есть свидетельства, указывающие на изобретение виноделия (ферментации фруктовых соков) уже в 5-м тысячелетии до н. э.
- 2400 до н. э. — Пчеловодство сменяет бортничество в Египте[3].
- 2000 до н. э. — Искусственное опыление финиковых пальм в Вавилонии[3].
- 2000 до н. э. — Свидетельства одомашнивания кур в районе Индии. Некоторые источники утверждают, что это могло произойти раньше (3200 до н. э. и даже ранее) в другом регионе мира.
- XI век до н. э. — Разведение гусениц шелкопряда и изготовление шелка в государстве Шан[3].
- V век до н. э. — Разведение рыбы в искусственных прудах в Сицилии[3].
- III век до н. э. — В Китае систематически применяют пестициды — существует ответственный чиновник и пишутся служебные инструкции[3].
- 600 — В восточной Европе изобретён кованый плуг.
- 850 — начало употребления кофе в Аравии.
- XII век — дистилляция алкоголя медиками Салернской школы[6]

## Новое время
- 1809 — Николя Аппер изобрел консервы (закрытые в герметичную тару и стерилизованные).
- 1837 — Джон Дир изобрёл стальной плуг.
- 1866 — Грегор Мендель опубликовал статью о законах наследственности.
- 1871 — Луи Пастер открыл пастеризацию.
- 1893 — Американский химик Вермер открыл способ получения лимонной кислоты.
- 1894 — Американский врач Джон Келлог разработал способ производства кукурузных хлопьев.
- 1895 — Шотландский врач Александр Шилдс изобрел доильный аппарат с пульсаром.
- 1899 — Во Фрейбентосе, Уругвай, производят говяжьи бульонные кубики.

## Новейшее время
- 1900 — Луис Лэссен (США) изобрел гамбургер.
- 1928 — Отто Фредерик Роведдер стал продавать нарезанный хлеб.
- 1944 — В Мексике началась зелёная революция.
- 1955 — Фирма Mitsubishi начала выпуск электрических рисоварок[7].
- 1958 — Момофуку Андо изобрёл лапшу быстрого приготовления.
- 1970 — Фирма Nissin Foods в Японии начала продажу лапши быстрого приготовления в пенопластовых чашках.
- 1984 — Изобретён попкорн для микроволновых печей.
- 1987 — Появление хлебопечек, бытовых устройств для автоматизированного изготовления хлеба[8].